# Héctor Campana
Héctor Oscar "Pichi" Campana Marcomini (ur. 10 listopada 1964 w Córdobie) – argentyński koszykarz, występujący na pozycji rzucającego obrońcy, reprezentant kraju.
Jest liderem wszech czasów ligi argentyńskiej w liczbie zdobytych punktów (17359).

## Osiągnięcia
Na podstawie, o ile nie zaznaczono inaczej.

### Drużynowe
- Mistrz:
  - Ligi Ameryki Południowej (1997, 1998, 2004)
  - turnieju Pucharu Interkontynentalnego FIBA (1983)
  - Argentyny (1987, 1988, 1990, 1991, 1992, 1998, 1999, 2003)
- Wicemistrz:
  - Pucharu Interkontynentalnego FIBA (1984)
  - klubowych mistrzostw:
    - Ameryki Południowej (1994)
    - panamerykańskich (1994)

  - Argentyny (1995, 2000)
- Zdobywca pucharu:
  - Argentyny (2002)
  - mistrzów Argentyny (1998, 1999)
- Uczestnik rozgrywek turnieju McDonalda (1997)

### Indywidualne
- MVP:
  - Ligi Południowoamerykańskiej (2004)[3]
  - argentyńskiej ligi LNB (1989–1991, 1999)
  - finałów argentyńskiej ligi LNB (1987, 1991, 1992)
- Klub Atenas zastrzegł należący do niego numer 5 (2005)
- Lider strzelców argentyńskiej ligi LNB  (1989–1992)

### Reprezentacja
- Wicemistrz Ameryki Południowej (1989)
- Brązowy medalista Ameryki Południowej (1985)
- Uczestnik:
  - mistrzostw świata:
    - 1986 – 12. miejsce, 1990 – 8. miejsce, 1994 – 9. miejsce
    - U–19 (1983 – 7. miejsce)